# Zealandia (Schiff)
HMS New Zealand war ein Einheitslinienschiff (engl. pre-dreadnought) der King-Edward-VII-Klasse, ⁣⁣ das Anfang des 20. Jahrhunderts für die Royal Navy gebaut wurde.

## Geschichte
Die New Zealand, benannt nach der britischen Kolonie Neuseeland, wurde am 9. Februar 1903 in Portsmouth auf Kiel gelegt, am 4. Februar 1904 vom Stapel gelassen und im Juni 1905 fertiggestellt. Die Baukosten betrugen 1.424.643 Pfund Sterling. Das Schiff wurde am 11. Juli 1905 für den Einsatz in der Atlantic Fleet in Dienst gestellt. Von Oktober bis Dezember 1906 folgte die erste Überholung in Gibraltar. Am 4. März 1907 wurde sie zur Kanalflotte abkommandiert und im März 1909 zur Home Fleet.
Im Rahmen der Flottenumstrukturierung vom 24. März 1909 wurde die Kanalflotte zur 2. Division der Home Fleet und die New Zealand Teil dieser neuen Flotte. Um ihren Namen für den neuen Schlachtkreuzer New Zealand freizugeben, musste sie 1911 umgetauft werden. Zunächst wurde der Name Caledonia, der lateinische für Schottland, vorgeschlagen, was jedoch in Neuseeland auf Widerstand stieß. Schließlich einigte man sich am 1. Dezember 1911 auf den Namen Zealandia, eine Personifizierung Neuseelands.
Im Mai 1912 wurde die Zealandia in Sheerness dem 3. Schlachtgeschwader der Home Fleet zugeteilt und im November 1912 ins Mittelmeer abkommandiert, wo sie als Teil eines Verbands der europäischen Großmächte Österreich, Frankreich und Deutschland an der Blockade Montenegros und an der Besetzung von Shkodra teilnahm, um Mazedonien zur Abtretung der Stadt an das neu gegründete Albanien zu zwingen. Anschließend kehrte die Zealandia wieder nach Großbritannien zurück und wurde am 27. Juni 1913 wieder in die Home Fleet aufgenommen.

### Erster Weltkrieg
Beim Ausbruch des Ersten Weltkriegs wurde die Zealandia unter dem Kommando von Vizeadmiral Edward Bradford der Grand Fleet zugewiesen und in Rosyth stationiert. Am 6. August, einen Tag nach der Kriegserklärung Großbritanniens an das Deutsche Reich, lief die Zealandia zusammen mit einem Teil der Grand Fleet in die Nordsee aus, um die Küste Norwegens auf der Suche nach einem deutschen Marinestützpunkt zu inspizieren. Es wurde kein solcher Stützpunkt gefunden und die Schiffe kehrten am nächsten Tag in den Hafen zurück. Am 14. August stachen die Schiffe zu Gefechtsübungen in See, bevor sie im Laufe des Tages zu Patrouillenfahrten übergingen, die bis zum 15. August dauerten.

#### Dienst in der Nordsee
Am 14. Dezember hatte Room 40 eine nachrichtendienstliche Abteilung der britischen Admiralität deutsche Funksprüche entschlüsselt, die Admiral von Ingenohls Plan für einen Angriff auf Scarborough, Hartlepool und Whitby durch Franz von Hippers Aufklärungsgruppe I enthielten. In Unkenntnis der Briten sollte Hipper jedoch durch die Hochseeflotte verstärkt werden. Die Briten stachen am 15. Dezember in See mit der Absicht, die deutschen Schiffe auf ihrer Rückfahrt in einen Hinterhalt zu locken. In den frühen Morgenstunden des 16. Dezember und bei schwerer See kam es zum Gefecht zwischen britischen und deutschen Zerstörern. Aus Sorge vor einem massierten Angriff der britischen Zerstörer befahl von Ingenohl seinen Schiffen jedoch abzudrehen.
Am 12. Januar 1915 stach die Zealandia zusammen mit dem 3. Schlachtgeschwader zu Geschützdrill Richtung Orkney in See und kehrte am 15. Januar nach Rosyth zurück. Um die Ostküste zu decken und als Fernunterstützung zu fungieren, fuhren das 3. Kreuzergeschwader und die sieben Schiffe des 3. Kampfgeschwaders, darunter die Zealandia, während des Gefechts auf der Doggerbank am 23. Januar von Rosyth aus in ein Gebiet in der Nordsee, von dem aus sie den deutschen Streitkräften den Weg abschneiden konnten.
Vom 17. bis zum 19. Mai und vom 29. bis zum 31. Mai unternahm die Grand Fleet Vorstöße in die zentrale Nordsee, ohne auf deutsche Schiffe zu stoßen. Vom 11. bis zum 14. Juni führte die Flotte erneut Geschütz- und Gefechtsübungen westlich von Shetland durch. Vom 2. bis zum 5. September unternahm die Flotte eine weitere Fahrt in der Nordsee, bei der sie Geschützübungen durchführte, und verbrachte den Rest des Monats mit zahlreichen Trainingsübungen. Vom 13. bis zum 15. Oktober unternahm das Schiff zusammen mit dem Großteil der Grand Fleet einen weiteren Einsatz in der Nordsee. Fast drei Wochen später, vom 2. bis zum 5. November, nahm die Zealandia an einer weiteren Flottenübungsoperation westlich von Orkney teil.

#### Dardanellen
Im November 1915 wurde die Zealandia zusammen mit der Hibernia, der Russell und der Albemarle zum Einsatz in die Dardanellen abkommandiert. Die Schiffe liefen am 6. November 1915 aus Scapa Flow aus und erreichten die Dardanellen am 14. Dezember 1915. Ende Januar 1915 kehrte das Schiff in die Heimat zurück. Nach ihrer Ankunft in Portsmouth am 6. Februar wurde sie für eine Überholung ausgemustert. Nach dem Abschluss der Arbeiten im März wurde sie wieder in Dienst gestellt und der Grand Fleet zugewiesen. Am 26. April 1916 wurde sie nach Sheerness abkommandiert, wo sie Teil des 3. Schlachtgeschwaders des Nore Command wurde.

### Verbleib
Von Dezember 1916 bis Juni 1917 wurde sie in Chatham überholt und am 20. September 1917 ausgemustert sowie der Reserve in Portsmouth zugeteilt. Von Januar bis September 1918 wurde die Zealandia zu einem Schulschiff umgerüstet, aber bis zu ihrer endgültigen Ausmusterung niemals als solches eingesetzt. Stattdessen wurden verschiedenste Experimente mit Feuerleitsystemen durchgeführt. Am 2. Juni 1919 wurde sie von der Marineliste gestrichen und am 8. November 1921 an Stanlee Shipbreaking Co. zum Abwracken verkauft.

## Technik

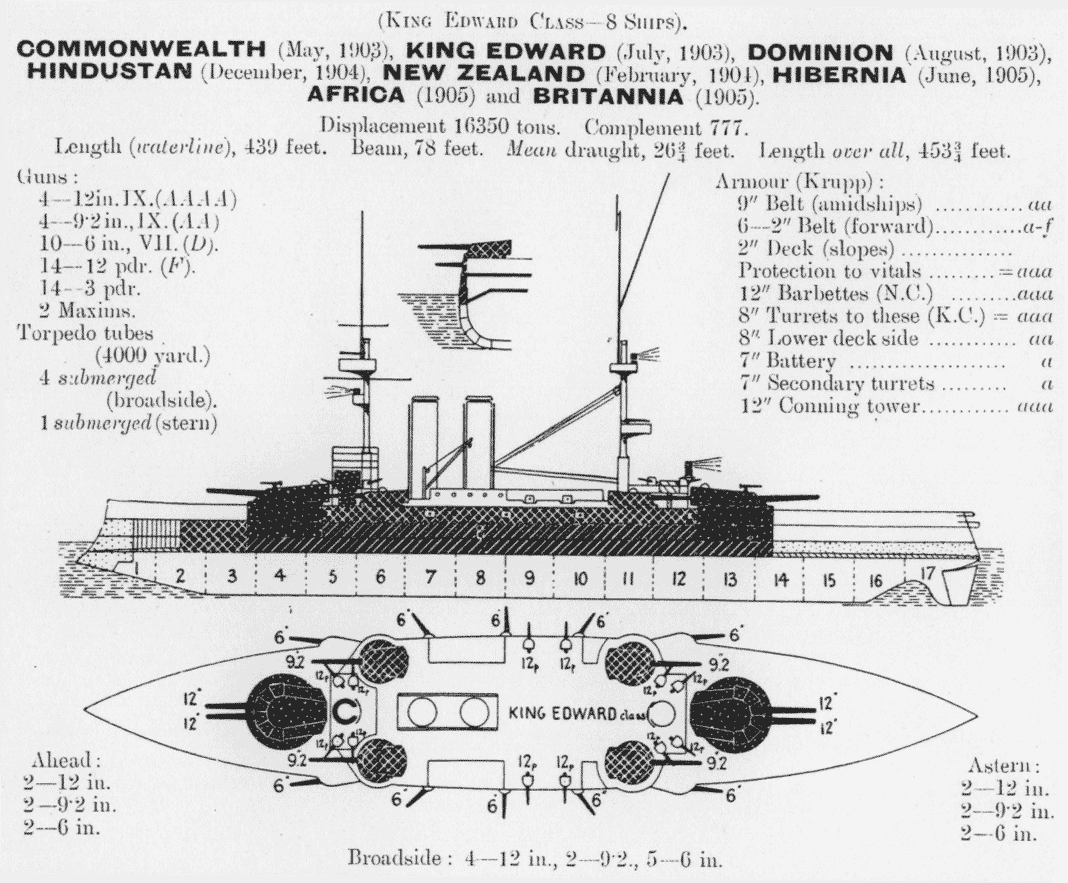
Seitenriss und Decksplan

Das Schiff hatten eine Gesamtlänge von 138,30 m, eine Breite von 22,90 m und einen Tiefgang von 7,82 m. Die Verdrängung lag zwischen 15.835 t und 17.567 t.

### Antrieb
Die New Zealand war mit zwei Vierzylinder-Verbunddampfmaschinen ausgestattet, die jeweils eine Welle antrieben und insgesamt 18.000 Shp (13.239 kW) entwickelten, mit denen sie eine Höchstgeschwindigkeit von 18,5 Knoten (34 km/h) erreichte. Der Dampf wurde von sechzehn Niclausse-Wasserrohr- und drei Großwasserraumkesseln geliefert. Das Schiff konnte maximal 2.273 t Kohle und zusätzlich 386 t Heizöl mitführen, was ihm bei 10 Knoten (19 km/h) eine Reichweite von 5.270 Seemeilen (9.760 km) ermöglichte. Die Besatzung des Schiffes bestand aus 777 Offizieren und Mannschaft.

### Bewaffnung
Die Hauptbewaffnung bestand aus vier 305-mm-Geschützen in Zwillingstürmen vor und hinter den Aufbauten und vier 234-mm-Geschützen in Einzelgeschütztürmen innerhalb der gepanzerten Zitadelle zwei auf jeder Breitseite. Die 305-mm-Geschütze waren auf Mk-BVII-Lafetten mit einem Seitenrichtbereich von −150 bis +150 Grad montiert. Die Kanonen selbst wogen 51 t und hatten bei einer maximalen Elevation von 30° und einer Mündungsgeschwindigkeit von 796 m/s eine Reichweite von 24.230 m. Sie verschossen 386 kg schwere Granaten mit einer Kadenz von etwa zwei Schuss pro Minute. Die vier 234-mm-Geschütze waren auf Mk-VS-Einzellafetten mit einem Seitenrichtbereich von −142 bis +142 Grad montiert. Die Kanonen hatten ein Gewicht von 28 t. Die sie hatten bei einer maximalen Elevation von 30 Grad und einer Mündungsgeschwindigkeit von 847 m/s eine Reichweite von 23.500 m. Die Sekundärbewaffnung bestand aus zehn 15,2-cm-Geschützen in Kasematten, fünf auf jeder Breitseite. Die Geschütze hatten bei einer maximalen Elevation von +20° und bei einer Mündungsgeschwindigkeit von 805 m/s eine Reichweite von 16.340 m. Sie verschossen 45 kg schwere Granaten mit einer Kadenz von fünf bis sieben Schuss pro Minute. Zum Schutz gegen Torpedoboote waren vierzehn 76-mm-Geschütze sowie vierzehn 47-mm-Schnellfeuergeschütze installiert. Außerdem besaß das Schiff fünf 450-mm-Torpedorohre, eines im Heck unter Wasser und zwei auf jeder Breitseite über Wasser.

### Panzerung
Der Panzergürtel des Schiffes bestand aus 229-mm-Krupp-Zementstahl und reichte mittschiffs von etwa 7,62 m vor der vorderen Barbette bis zur achteren Barbette, wo er in 203- bis 305-mm-Querschotten endete. Vor dem Gürtel verringerte sich die Dicke bis zum Bug auf 50-mm-AHS-Stahl. Hinter dem Hauptgürtel bestand die Panzerung aus 50-mm-Nickelstahl, der über die gleiche Breite wie der Hauptgürtel verlief und sich über eine Länge von 36 m zum Heck hin erstreckte. Die Türme der 305-mm-Geschütze waren mit 203 bis 305 mm und die Türme der 234-mm-Kanonen mit 127 bis 229 mm dicken Panzerplatten geschützt. Die Barbetten mit einer Innenfläche von 152 mm waren oberhalb 304 mm und unterhalb des Hauptdecks 203 mm dick. Die Kasematten für die 152-mm-Geschütze waren durch 178 mm dicke Panzerung geschützt. Der Kommandoturm war rundherum mit 305 mm gepanzert. Die zwei gepanzerten Decks waren 25 bis 64 mm dick.